# Malwa
Malwa es una región histórica del centro-oeste de la India, que ocupa una meseta de origen volcánico. Geológicamente, la meseta de Malwa generalmente se refiere a las tierras altas volcánicas localizadas al norte de la cordillera Vindhya. Política y administrativamente, Malwa incluye los distritos del oeste del estado de Madhya Pradesh y las partes del sudeste del de Rayastán. La definición de Malwa se amplia a veces para incluir la región de Nimar, al sur de los Vindhyas.
La región de Malwa había sido una unidad política separada desde la época del antiguo reino de Malava. Ha sido gobernada por varios reinos y dinastías, incluyendo el reino de Avanti, los mauryans, los malavas, los guptas, los paramaras, los sultanes de Malwa, los mogoles y los marathas. Malwa continuó siendo una división administrativa hasta 1947, cuando la Agencia Malwa de la India Británica se fusionó en el estado de Madhya Bharat (también conocida como Unión de Malwa) de la India independiente.
Aunque sus fronteras políticas han fluctuado a lo largo de la historia, la región ha desarrollado su propia cultura, influenciada por las culturas de rajasthani, marathi y gujarati. Varias personas prominentes en la historia de la India han sido oriundas de Malwa, entre ellas el poeta y dramaturgo Kalidasa, el autor Bhartrihari, los matemáticos y astrónomos Varahamihira y Brahmagupta, y el rey polimata Bhoja. Ujjain había sido la capital política, económica y cultural de la región en la antigüedad, e Indore es ahora la ciudad más grande y el centro comercial.
La agricultura es la principal ocupación de la gente de Malwa. La región ha sido uno de los productores importantes de opio en el mundo. El trigo y la soja son otros cultivos comerciales importantes, y los textiles son una industria importante .

## Historia

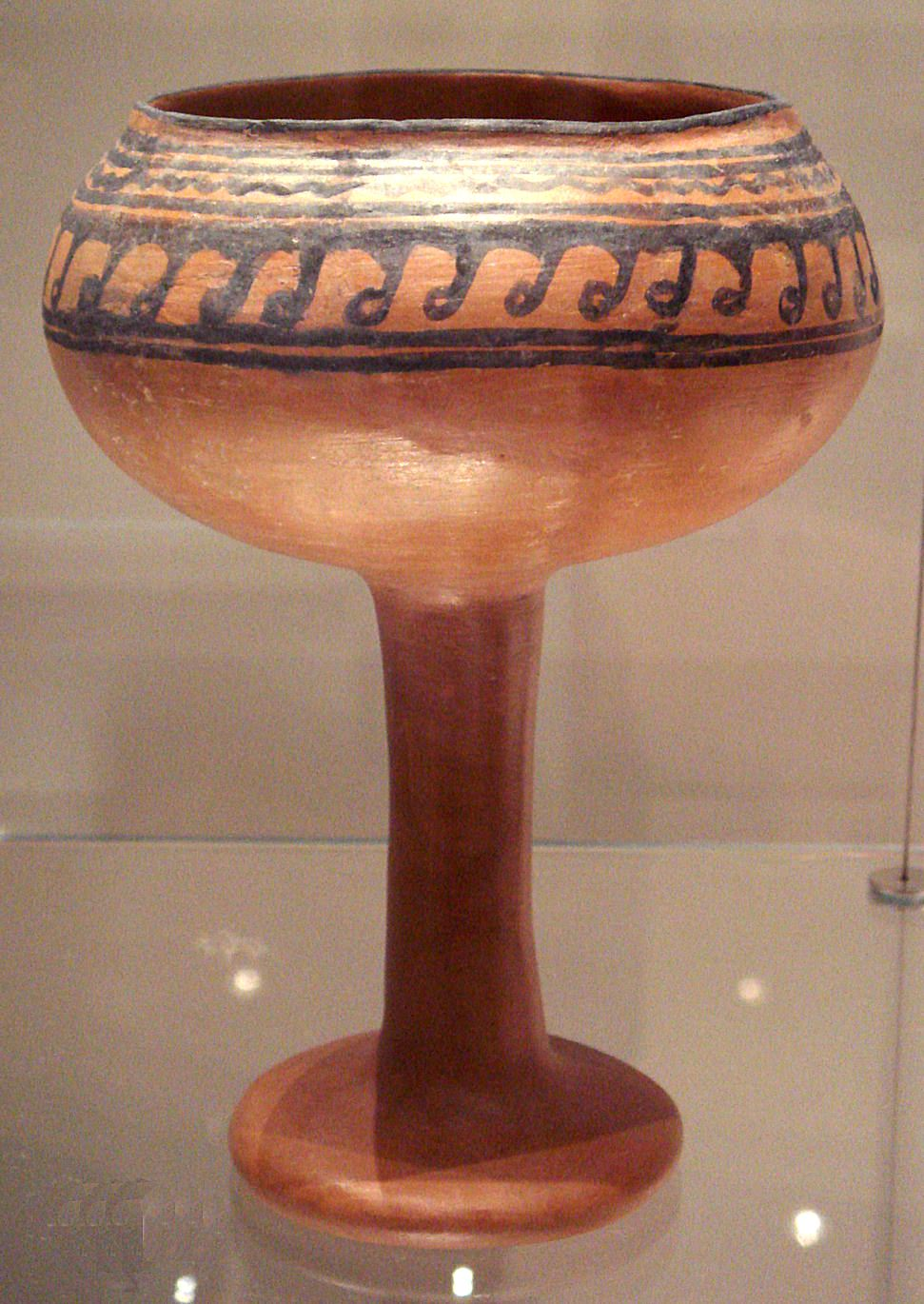
Cáliz de cerámica de la cultura Malwa de Navdatoli, Malwa, 1300 a. C.

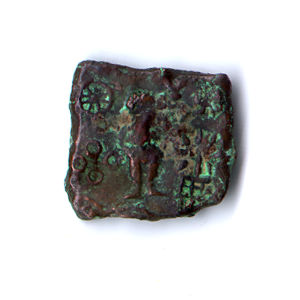
Moneda mostrando Karttikeya y Lakshmi (Ujjain, ca. 150-75 a. C.)

En el este de Malwa, se han excavado varias viviendas de la Edad de Piedra o del Paleolítico Inferior. El nombre de Malwa se deriva del nombre de la antigua tribu india de los malavas, que a su vez deriva del término sánscrito Malav, que significa 'parte de la morada de Lakshmi”. La ubicación de Malwa o Moholo, ya mencionada por el viajero chino Xuanzang, del siglo VII, se identifica plausiblemente con el presente Gujarat. La región se cita como Malibah en registros árabes, como en la obra Kamilu-t Tawarikh de Ibn Asir.
La cultura Malwa fue una cultura arqueológica calcolítica que existió en la región de Malwa, así como en las cercanas partes de Maharashtra, al sur, durante el milenio II a. C..
Ujjain, también conocida históricamente como Ujjaiyini y Avanti, emergió como el primer centro importante en la región de Malwa durante la segunda ola de urbanización de la India en el siglo VII a. C. (la primera ola fue la civilización del Valle del Indo). Alrededor del 600 a. C., se construyó una muralla de tierra alrededor de Ujjain, que encerraba una ciudad de considerable tamaño. Ujjain fue la ciudad capital del reino de Avanti, una de las mahajanapadas prominentes de la antigua India. En el período posterior al Mahabharata —alrededor del 500 a. C.—, Avanti era un reino importante en el oeste de la India; fue gobernado por los haihayas, un pueblo responsable de la destrucción del poder Naga en la India occidental.
La región fue conquistada por el Imperio Nanda a mediados del siglo IV a. C., y posteriormente se convirtió en parte del Imperio Maurya. Ashoka, quien más tarde fue un emperador maurya, fue gobernador de Ujjain en su juventud. Después de la muerte de Ashoka en 232 a. C., el Imperio maurya comenzó a colapsarse. Aunque la evidencia es escasa, Malwa fue probablemente gobernada por los Kushanas, los Shakas y la dinastía Satavahana durante los siglos I y II. La propiedad de la región fue objeto de disputa entre los sátrapas occidentales y los Satavahanas durante los primeros tres siglos de nuestra era. Ujjain surgió como un importante centro comercial durante el siglo I d. C.

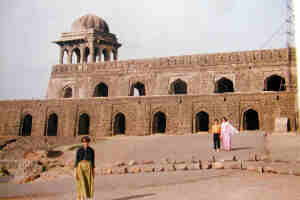
Pabellón Rani Rupmati en Mandu, construido por Miyan Bayezid Baz Bahadur (1555-1562)

Malwa se convirtió en parte del Imperio Gupta durante el reinado de Chandragupta II (375-413), también conocido como Vikramaditya, quien conquistó la región, expulsando a los sátrapas occidentales. El período Gupta es habitualmente considerado como una edad de oro en la historia de Malwa, cuando la ciudad des Ujjain sirvió como la capital occidental del imperio. Kalidasa, Aryabhata y Varahamihira se asentaron todos en Ujjain, que surgió como un importante centro de aprendizaje, especialmente en astronomía y matemáticas. Alrededor de 500, Malwa volvió a surgir de la disolución del Imperio Gupta como un reino separado; en 528, Yasodharman de Malwa derrotó a los Hunas, que habían invadido India desde el noroeste. Durante el siglo VII, la región se convirtió en parte del imperio de Harsha, que disputó la región con el rey chalukya Pulakesin II de Badami en el Deccan.
En 756, los gurjaras-pratiharas avanzaron hacia Malwa. En 786, la región fue capturada por los reyes rashtrakutas del Decán, y se disputó entre los reyes Rashtrakutas y Gurjara Pratihara de Kannauj hasta la primera parte del siglo X. Los emperadores de la dinastía Rashtrakuta nombraron a los gobernantes paramaras como gobernadores de Malwa. Desde mediados del siglo X, Malwa fue gobernada por los paramaras, quienes establecieron una capital en Dhar. El rey Bhoj, que gobernó entre 1010 y 1060, fue conocido como el gran rey y polimata filósofo de la India medieval; sus extensos escritos abarcan filosofía, poesía, medicina, veterinaria, fonética, yoga y tiro con arco. Bajo su gobierno, Malwa se convirtió en un centro intelectual de la India. Sus sucesores gobernaron hasta alrededor de 1305, cuando Malwa fue conquistada por el sultanato de Delhi. Malwa fue varias veces invadida por el Imperio de los chalukya occidentales del sur de la India.

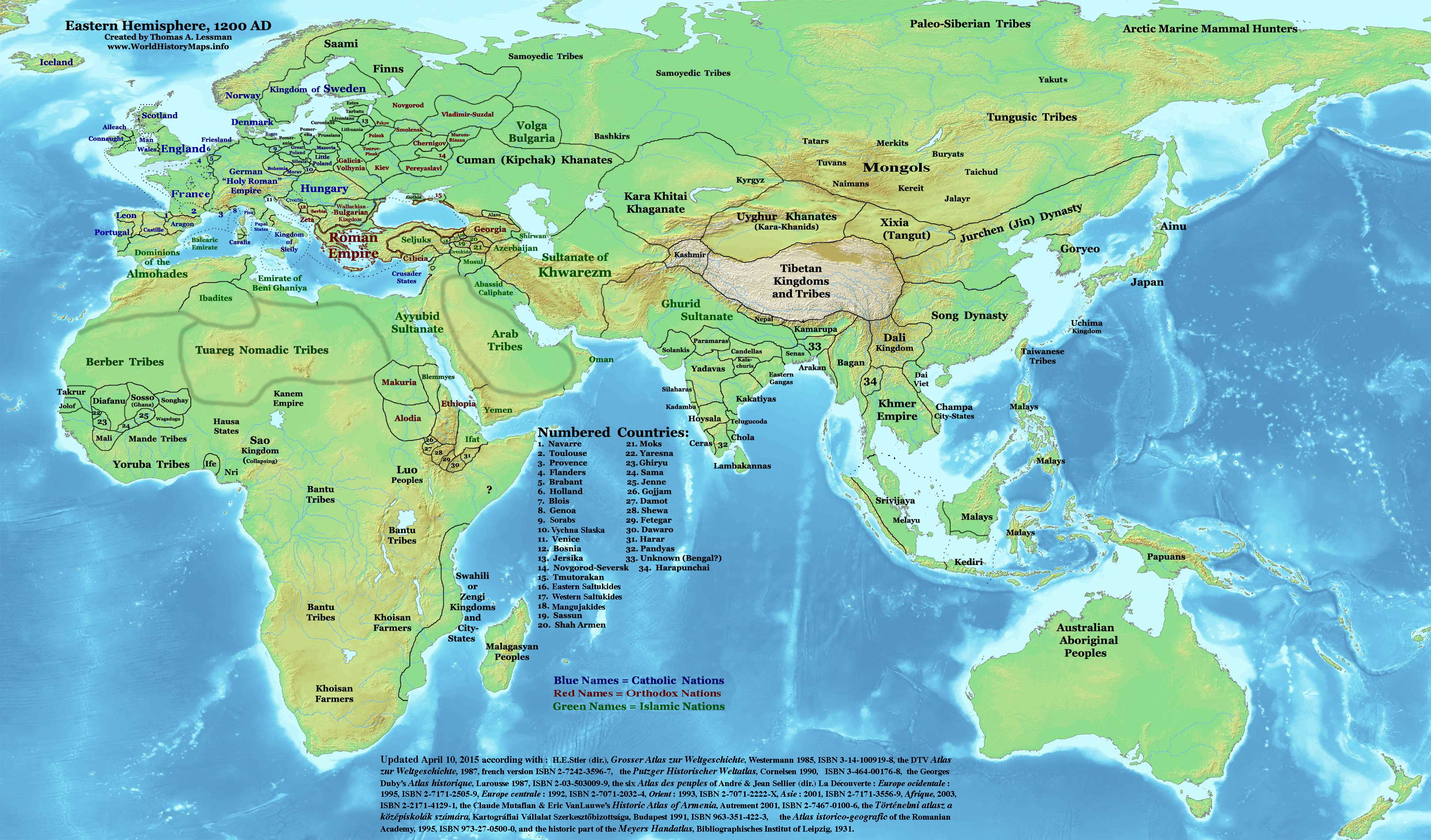
Posición de Malwa con respecto a otros estados en c. 1200. Antes de la conquista por Delhi Sultanate

Dilawar Khan, anteriormente gobernador de Malwa bajo el gobierno del sultanato de Delhi, se declaró a sí mismo sultán de Malwa en 1401 después de que el conquistador mogol Timur atacara Delhi, causando la ruptura del sultanato en varios estados más pequeños. Khan inició el sultanato de Malwa y estableció una capital en Mandu, en lo alto de la cordillera de Vindhya, que dominaba el valle del río Narmada. Su hijo y sucesor, Hoshang Shah (1405-1435), desarrolló Mandu como ciudad importante. El hijo de Hoshang Shah, Ghazni Khan, gobernó durante solo un año y fue sucedido por Mahmud Khalji (1436-1469), el primero de los sultanes de la dinastía Khalji de Malwa, que extendió el estado para incluir partes de Gujarat, Rayastán y Decán. Los sultanes musulmanes invitaron a los Rajput a establecerse en el país. A principios del siglo XVI, el sultán buscó la ayuda de los sultanes de Gujarat para contrarrestar el creciente poder de los Rajput, mientras que los Rajputs buscaron el apoyo de los reyes Rajput Sesodia de Mewar.
Gujarat asaltó Mandu en 1518. En 1531, Bahadur Shah de Gujarat, capturó Mandu, ejecutó a Mahmud II (1511-1531), y poco después de eso, el sultanato de Malwa se derrumbó. El emperador mogol Akbar capturó Malwa en 1562 y la convirtió en una subah (provincia) de su imperio. La Malwa Subah existió desde 1568 hasta 1743. Mandu fue abandonada en el siglo XVII.

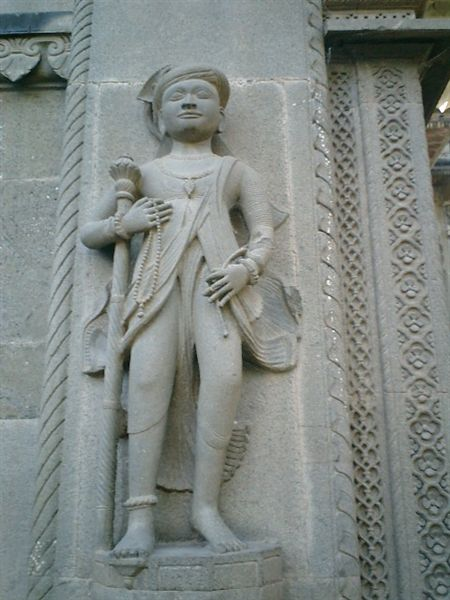
Escultura de un cortesano Holkar de Fort Ahilya

Cuando el estado mogol se debilitó después de 1700, los marathas dominaron Malwa bajo el mando de Bajirao I bajo el liderazgo de Chimnaji Appa, Nemaji Shinde y Chimnaji Damodar fueron los primeros generales maratha en cruzar el límite de Maharashtra e invadir Malka en 1698. Posteriormente, Malharrao Holkar (1694-1766) se convirtió en el líder de los ejércitos Maratha en Malwa en 1724, y en 1733, Maratha Peshwa le otorgó el control de la mayor parte de la región, que fue cedida formalmente por los mogoles en 1738. Ranoji Scindia, destacado comandante Maratha, estableció su sede en Ujjain en 1721. Esta capital fue trasladada más tarde al estado de Gwalior por Daulatrao Scindia. Otro general maratha, Anand Rao Pawar, se estableció como raja de Dhar en 1742, y los dos hermanos Pawar se convirtieron en rajas del estado de Dewas.
A finales del siglo XVIII, Malwa se convirtió en el lugar de combate entre las potencias rivales de Maratha y la sede de los pindaris, que eran saqueadores irregulares. Los pindaris fueron desarraigados en una campaña por el general británico lord Hastings, y se estableció un nuevo orden bajo sir John Malcolm. La dinastía Holkar gobernó Malwa desde Indore y Maheshwar en el Narmada hasta 1818, cuando los Marathas fueron derrotados por los británicos en la tercera guerra anglo-maratha (1817-1818), y los holkars de Indore se convirtieron en un estado principesco del Raj británico.
Después de 1818, los británicos organizaron los numerosos estados principescos de la India central en la Agencia de la India Central; la Agencia Malwa era una división de la India central, con un área de 23 100 km² y una población de 1 054 753 en 1901. Comprendía los estados del estado de Dewas (rama senior y junior), Jaora, Ratlam, Sitamau y Sailana, junto con una gran parte de Gwalior, partes de Indore y Tonk, y alrededor de 35 pequeños estadosy propiedades. El poder político se ejerció desde Neemuch.
Tras la independencia de la India en 1947, los Holkars y otros gobernantes principescos se adhirieron a la India, y la mayoría de Malwa se convirtió en parte del nuevo estado de Madhya Bharat, que luego se fusionó en Madhya Pradesh en 1956.

## Geografía

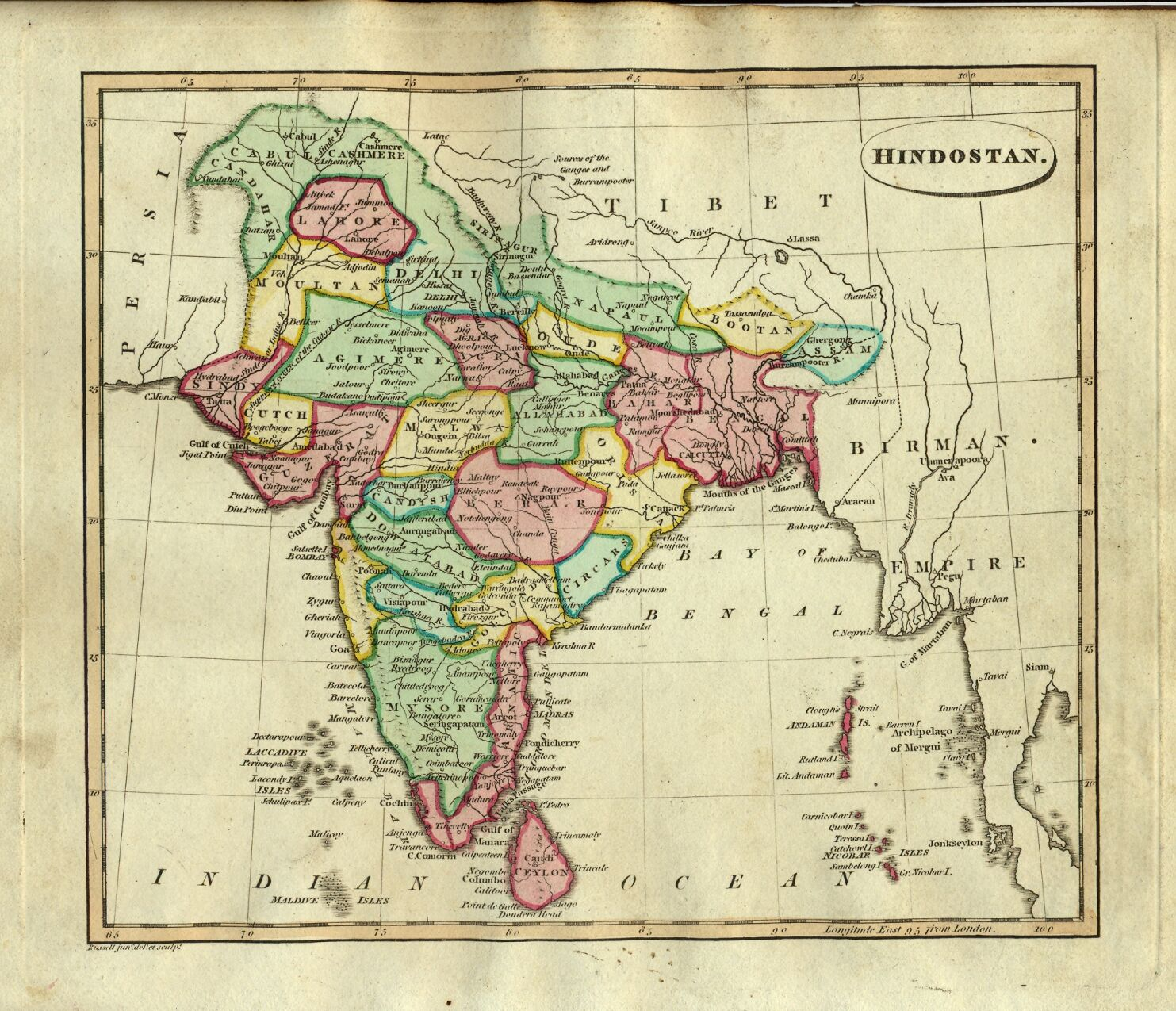
Malwa (India central, en amarillo), como se muestra en el Ostell's New General Atlas, 1814

La región de Malwa ocupa una meseta en el oeste de Madhya Pradesh y en el sureste de Rajasthan (entre 21°10′N 73°45′E / 21.167, 73.750 y 25°10′N 79°14′E / 25.167, 79.233), con Gujarat en el oeste. La región incluye los distritos de Madhya Pradesh de Agar, Dewas, Dhar, Indore, Jhabua, Mandsaur, Neemuch, Rajgarh, Ratlam, Shajapur, Ujjain, y partes de Guna y Sehore,, y los distritos de Rajhán de Jhalawar y partes de Kota, Banswara y Pratapgarh.
Malwa limita al noreste con la región de Hadoti, al noroeste con la región de Mewar, al oeste con la región de Vagad y Gujarat. Al sur y al este se encuentra la cordillera de Vindhya y al norte se encuentra el altiplano de Bundelkhand.
La meseta es una extensión de las traps del Decán, formadas hace entre 60 y 68 millones de años al final del período Cretácico. En esta región, las principales clases de suelo son el suelo negro, marrón y bhatori (pedregoso). El suelo volcánico y arcilloso de la región debe su color negro al alto contenido de hierro del basalto del cual se formó. El suelo requiere menos riego debido a su alta capacidad de retención de humedad. Los otros dos tipos de suelo son más ligeros y tienen una mayor proporción de arena.
La elevación media de la meseta es de 500 m. Algunos de los picos de más de 800 m de altura se encuentran en Sigar (881 m), Janapav (854 m) y Ghajari (810 m). La meseta generalmente desciende hacia el norte. La parte occidental de la región es drenada por el río Mahi, mientras que el río Chambal drena la parte central, y el río Betwa y las cabeceras de los ríos Dhasan y Ken drenan el este. El río Shipra tiene una importancia histórica debido a la Simhasth mela, que se celebra cada 12 años. Otros ríos notables son el Parbati, el Gambhir y el Choti Kali Sindh.
Debido a su altitud de unos 550 a 600 metros sobre el nivel del mar, la región tiene noches comparativamente frescas frente a los días calurosos durante la temporada de verano. Incluso si la temperatura diurna alcanza los 42 a 43 °C, las temperaturas nocturnas siempre están en rango de 20 a 22 °C que hace que el clima sea mucho más fresco que en otras áreas de la región. El viento fresco de la mañana, elkaraman, y la brisa vespertina, el Shab-e-Malwa, hacen que los veranos sean menos duros. El término Shab-e-Malwa, que significa 'oscuridad en Malwa' (del urdu shab, 'noche'), fue introducido por los mogoles.

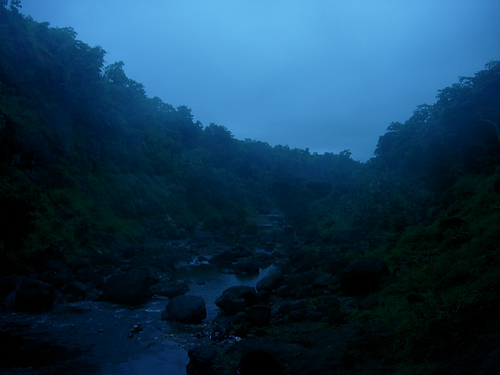
La cordillera Vindhya marca el límite sur de la meseta, y es la fuente de muchos ríos de la región.

El año se divide popularmente en tres estaciones: verano, lluvias e invierno. El verano se extiende a lo largo de los meses de Chaitra a Jyestha (desde mediados de marzo hasta mediados de mayo). La temperatura máxima media durante los meses de verano es de 37 °C, que generalmente se eleva a alrededor de 40 °C en unos pocos días. La temporada de lluvias comienza con las primeras lluvias de Aashaadha (mediados de junio) y se extiende hasta la mitad de Ashvin (septiembre). La mayor parte de la lluvia cae durante el hechizo del monzón del sudoeste, y varía desde unos 80 cm en el oeste hasta unos 10,5 cm en el este. Indore y las áreas circundantes reciben un promedio de 90 cm de lluvia al año. El período de crecimiento dura de 90 a 150 días, durante los cuales la temperatura diaria promedio es inferior a 30 °C, pero rara vez cae por debajo de 20 °C. El invierno es la más larga de las tres estaciones, que se extiende dutrante aproximadamente cinco meses (desde mediados de Ashvin hasta Phalgun, es decir, desde octubre hasta mediados de marzo). La temperatura mínima diaria promedio varía de 6 °C a 9 °C, aunque en algunas noches puede bajar hasta 3 °C. Algunos cultivadores creen que una lluvia de invierno ocasional durante los meses de Pausha y Maagha, conocida como Mawta, es útil para los cultivos de trigo y germinación de principios del verano.

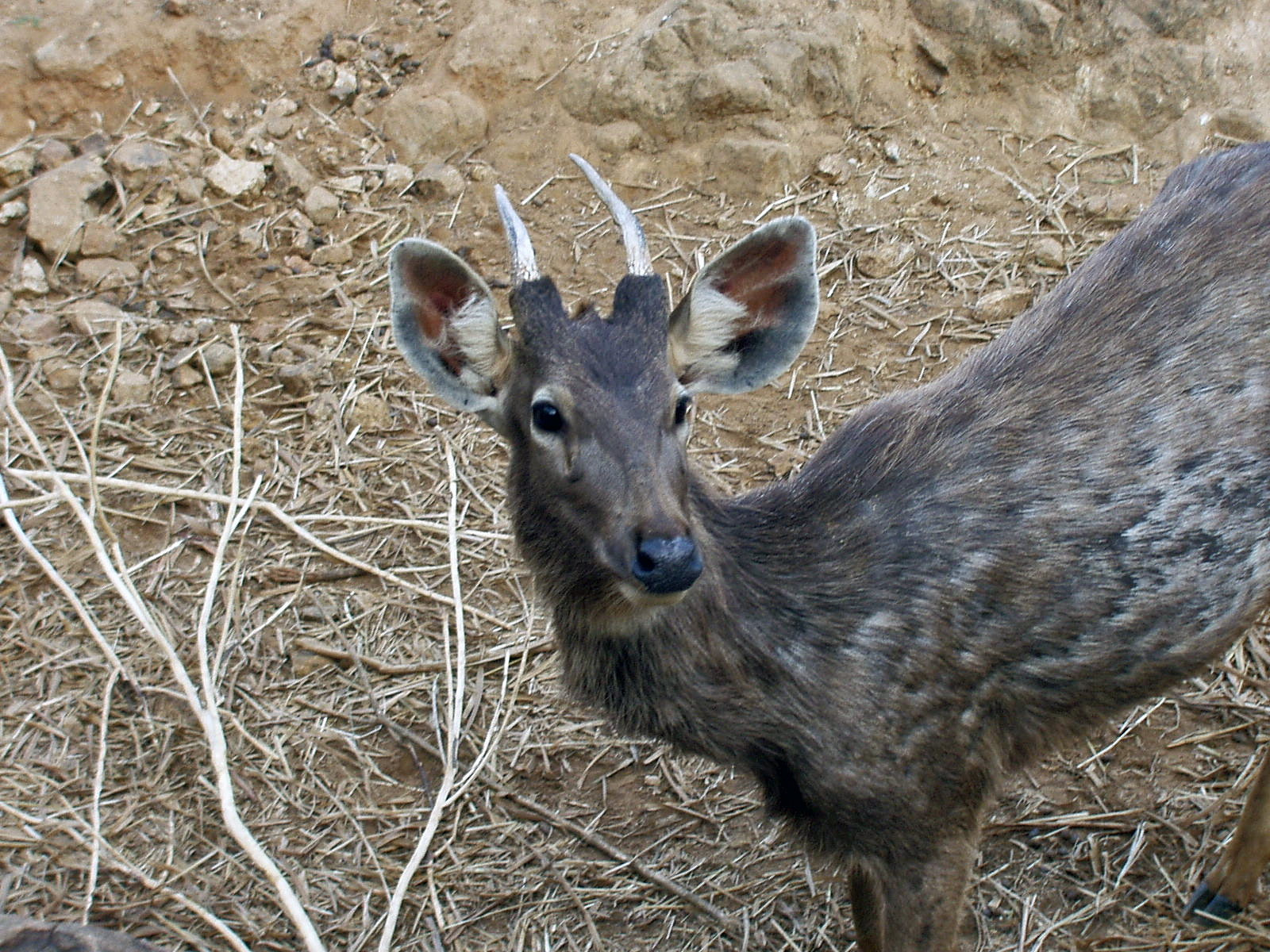
El sambar es uno de los animales salvajes más comunes que se encuentran en la región

La región es parte de la ecorregión de bosques caducifolios secos de Kathiawar-Gir.
Vegetación: la vegetación natural es un bosque tropical seco, con bosques dispersos de teca (Tectona grandis). Los árboles principales son Butea, Bombax, Anogeissus, Acacia, Buchanania y Boswellia Los arbustos o árboles pequeños incluyen especies de Grewia, Ziziphus mauritiana, Casearia, Prosopis, Capparis, Woodfordia, Phyllanthus y Carissa.
Vida silvestre: Sambhar (Cervus unicolor), Blackbuck (Antilope cervicapra) y Chinkara (Gazella bennettii) son algunos ungulados comunes. Durante el siglo pasado, la deforestación se produjo a un ritmo acelerado, lo que llevó a problemas ambientales como la escasez aguda de agua y el peligro de que la región sea desertificada.

## Demografía

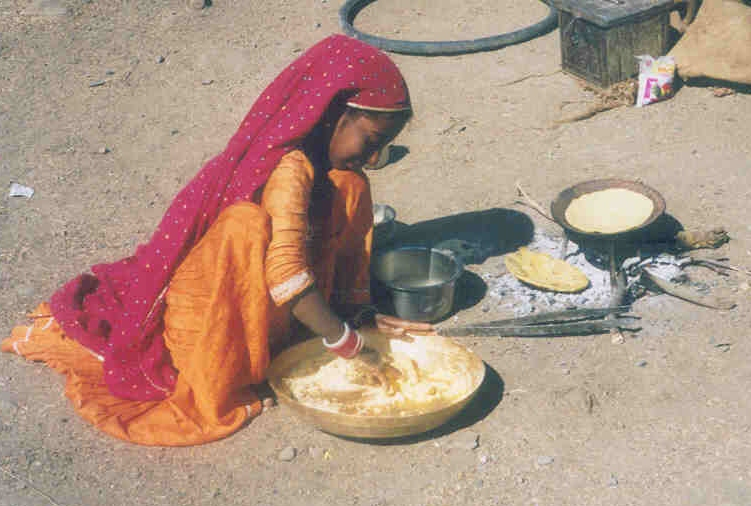
Una niña de la tribu nómada Gadia Lohar de Marwar, cocinando en las afueras de una aldea en el distrito de Ratlam

La población de la región de Malwa era de aproximadamente de 18,9 millones en 2001, con una moderada densidad de población, para India, de 231 hab./km² . La tasa de natalidad anual en la región fue del 31.6 por 1000, y la tasa de mortalidad del 10.3. La tasa de mortalidad infantil fue de 93.8, ligeramente más alta que la tasa general del estado de Madhya Pradesh.
Hay numerosas tribus en la región, como los bhils —y sus grupos aliados, los meos, bhilalas, barelas y patelias—, y los meenas, que difieren en gran medida de la población regional en sus dialectos y vida social. Abarcan una variedad de idiomas y culturas. Algunas tribus de la región, en particular los Kanjars, fueron tribus notificadas en el siglo XIX por sus actividades criminales, pero desde entonces han sido desnotificadas. Una tribu nómada de la región de Marwar en Rajasthan, los Gadia Lohars —que trabajan como lohars (herreros)—, visitan la región al comienzo de la temporada agrícola para reparar y vender herramientas e implementos agrícolas, deteniéndose temporalmente en las afueras de aldeas y pueblos. y residiendo en sus ornamentados carros metálicos. Los Kalbelia son otra tribu nómada de Rajastán que visita regularmente la región.
Malwa tiene un número significativo de Dawoodi Bohras, un subsecto de musulmanes chiítas de Gujarat, que son en su mayoría empresarios de profesión. Además de hablar los idiomas locales, los Bohras tienen su propio idioma, Lisan al-Dawat. Los Patidars, que probablemente se originaron en los Kurmis del Punyab, son en su mayoría agricultores rurales que se establecieron en Gujarat alrededor de 1400. Los períodos de gobierno de los marathas llevaron al crecimiento de importantes comunidades marathi. La región de Indore, Dhar, Dewas y Ujjain tiene una población considerable que habla marathi. Un número significativo de marwaris, Jats y Rajputs también viven en la región. Los sindhis, que se establecieron en la región después de la partición de la India, son una parte importante de la comunidad empresarial. Al igual que el sur de Rajasthan, la región tiene un número significativo de jainas, que son en su mayoría comerciantes y empresarios. La región es hogar de un número menor de católicos de Goa, anglo-indios, punjabis y parsis o zoroastrianos. Los parsis están estrechamente relacionados con el crecimiento y la evolución de Mhow, que tiene un templo de fuego parsi y una torre del Silencio.

## Economía

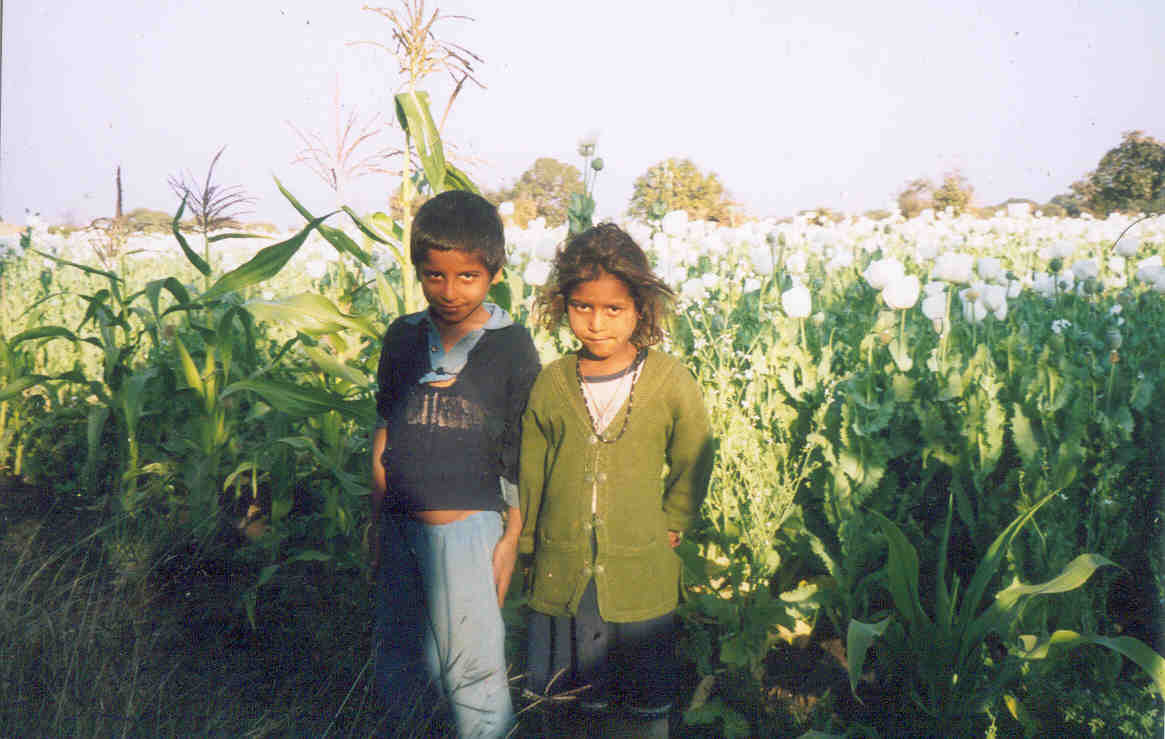
Niños en un campo de opio en Malwa

Indore es la capital comercial de la región de Malwa, una de los principales productoras de opio del mundo. Ese tipo de cosecha dio como resultado el desarrollo de conexiones cercanas entre las economías de Malwa, los puertos de la India occidental y China, llegando capital internacional a la región en los siglos XVIII y XIX. El opio de Malwa fue un desafío para el monopolio de la British East India Company, que estaba suministrando opio de Bengala a China. Esto llevó a la compañía británica a imponer muchas restricciones en la producción y el comercio de la droga; Finalmente, el comercio de opio fue ilegalizado. Cuando el contrabando se extendió, los británicos aliviaron las restricciones. Hoy en día, la región es uno de los mayores productores de opio legal en el mundo. En la ciudad de Neemuch hay una fábrica central de alcaloides y de opio propiedad del gobierno. Sin embargo, todavía hay una cantidad significativa de producción ilícita de opio, que se canaliza hacia el mercado negro. La sede de la Oficina Central de Narcóticos de la India se encuentra en Gwalior. El ferrocarril Rajputana-Malwa fue inaugurado en 1876.
La región es predominantemente agrícola. El suelo marrón en partes de la región es particularmente adecuado para los cultivos, como trigo unalu (principios del verano), el garbanzo (Cicer arietinum) y el til (Sesamum indicum). Se utiliza un suelo relativamente pobre para los cultivos de trigo syalu (principios de invierno) como sorgo (Andropogon sorghum), maíz (Zea mays), judía mungo (Vigna radiata), urd (Vigna mungo), batla (Pisum sativum) y cacahuete ( Arachis hypogaea). En general, los principales cultivos son jowar, arroz, trigo, mijo grueso, cacahuetes y legumbres, soja, algodón, linaza, sésamo y caña de azúcar. Los molinos de azúcar se encuentran en numerosos pueblos pequeños.
El suelo negro, volcánico, es ideal para el cultivo de algodón, y por ello la fabricación de textiles es una industria importante. Los grandes centros de producción textil incluyen Indore, Ujjain y Nagda. Maheshwar es conocido por sus finos saris Maheshwari, y Mandsaur por sus gruesas mantas de lana. Las artesanías son una fuente importante de ingresos para la población tribal. Son bien conocidos los artículos de laca coloreados de Ratlam, las muñecas de trapo de Indore y los artículos de papel maché de Indore, Ujjain y varios otros centros.
El distrito de Mandsaur es el único productor en la India de Pizarra de color blanco y rojo, utilizada en las 110 fábricas de lápices de pizarra del distrito. Hay una fábrica de cemento en ?. Aparte de esto, la región carece de recursos minerales. Las industrias de la región producen principalmente bienes de consumo, pero ahora hay muchos centros de industrias de gran y mediana escala, como Indore, Nagda y Ujjain. Indore tiene una gran fábrica que produce motores diésel. Pithampur, una ciudad industrial a 25 km de Indore, es conocida como el Detroit de la India por su gran concentración en la industria automotriz. Indore es reconocida como la capital comercial de Madhya Pradesh, y es el principal centro para el comercio de textiles y productos agrícolas. Tiene uno de los seis  Institutos Indios de Administración y uno de los dieciséis Institutos Indios de Tecnología.

## Cultura

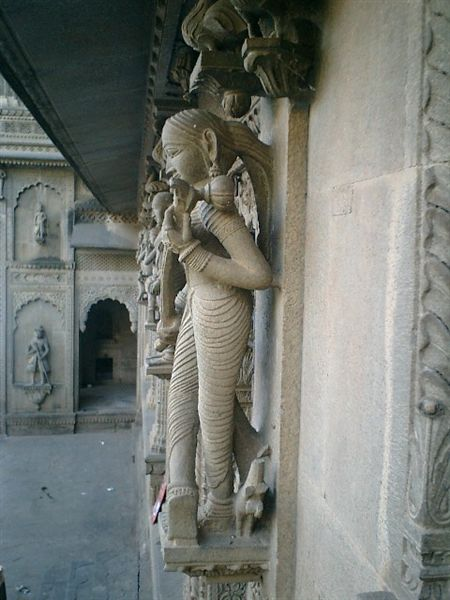
Una escultura de estilo maratha de Maheshwar

La cultura de Malwa ha sido influenciada significativamente por la cultura rajasthani, debido a su proximidad geográfica. La influencia marathi también es visible, debido al reciente gobierno de los marathas.
El idioma principal de Malwa es el malvi, aunque el hindi se habla ampliamente en las ciudades. Este idioma indoeuropeo está subclasificado como indo-ario. Esa lengua se refiere a veces como malavi o ujjaini. Malvi es parte de la rama de lenguas rajasthani; elnimadi se habla en la región de Nimar de Madhya Pradesh y en Rajasthan. Los dialectos del malvi son, en orden alfabético, bachadi, bhoyari, dholewari, hoshangabadi,jamral, katiyai, malvi Proper, patvi, rangari, rangri y sondwari. Una encuesta realizada en 2001 encontró solo cuatro dialectos: ujjaini (en los distritos de Ujjain, Indore, Dewas y Sehore), uajawari (Ratlam, Mandsaur y Neemuch), umadwari (Rajgarh) y sondhwari (en Jhalawar, en Rajasthan). Alrededor del 55% de la población de Malwa puede conversar en hindi, el idioma oficial del estado de Madhya Pradesh, y aproximadamente el 40% de la población sabe leerlo y escribirlo.
La comida tradicional de Malwa tiene elementos de las cocinas rajasthani, gujarati y maharashtrian. Tradicionalmente, el jowar era el cereal básico, pero después de la Revolución Verde en la India, el trigo ha reemplazado al jowar como el cultivo alimenticio más importante; muchos son vegetarianos. Dado que el clima es mayormente seco durante todo el año, la mayoría de las personas dependen de los alimentos almacenados, dado que las legumbres y los vegetales verdes son raros. Un tentempié típico de Malwa es el bhutta ri kees (hecho con maíz rallado asado en ghee y luego cocinado en leche con especias). El Chakki ri shaak está hecho de masa de trigo, que se lava con agua corriente, se cuece al vapor y luego se utiliza en una salsa de cuajada. El pan tradicional de Malwa se llama baati/bafla, que es esencialmente una bola pequeña y redonda de harina de trigo, asada sobre tortas de estiércol, a la manera tradicional. El baati se come normalmente con dal (pulsos), mientras que las baflas se gotean con ghee y se empapan con dal. El amli ri kadhi es kadhi hecho con tamarindo en lugar de yogur. Durante las festividades religiosas se preparan pasteles dulces, hechos de una variedad de trigo llamada tapu. También se come un cereal dulce llamado thulli, típicamente con leche o yogur. Los postres tradicionales incluyen mawa-bati (dulce a base de leche similar al gulab jamun), khoprapak (dulce a base de coco), shreekhand (a base de yogur) y malpua.

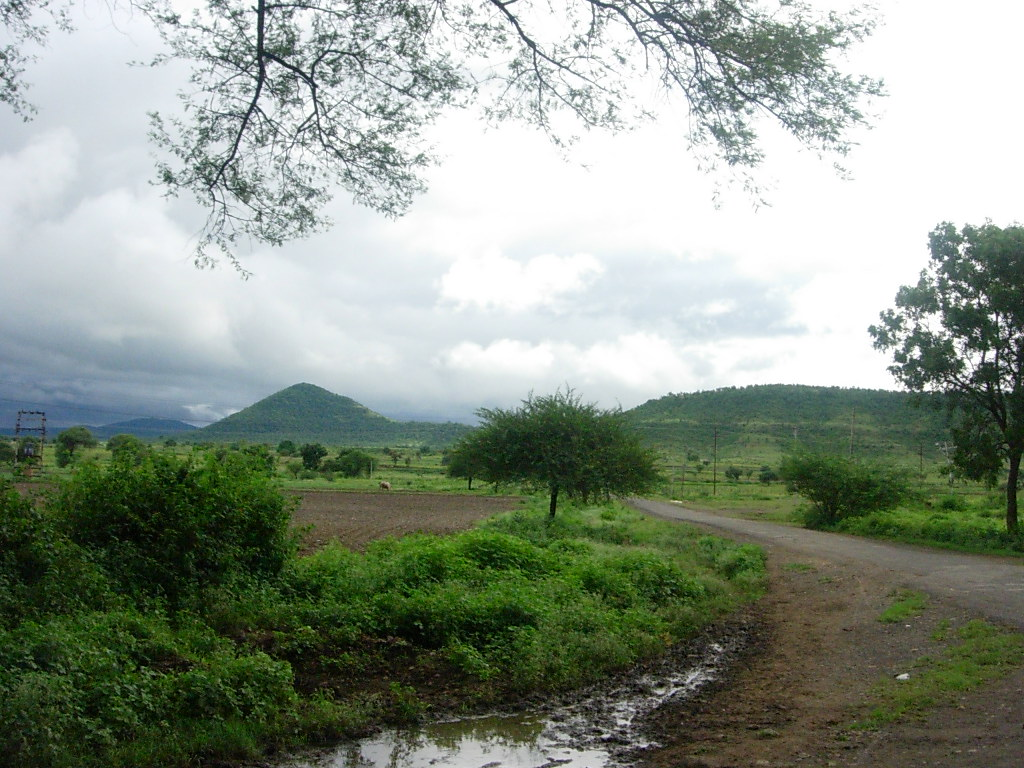
Campo típico cerca de Mhow durante la temporada de monzones

Lavani es una forma de música popular muy practicada en el sur de Malwa, que los marathas introdujeron en la región. El Nirguni Lavani (filosófico) y el Shringari Lavani (erótico) son dos de los géneros principales. Los bhils tienen sus propias canciones populares, que siempre van acompañadas de danza. Los modos musicales populares de Malwa son de cuatro o cinco notas, y en casos raros de seis. La música devocional del culto Nirguni es popular en todo Malwa. Las leyendas de Raja Bhoj y Bijori, la niña Kanjar y la historia de Balabau son temas populares para las canciones populares. Las inserciones conocidas como stobha se usan comúnmente en la música Malwa; esto puede ocurrir de cuatro formas: matra stobha (inserción silábica), varna stobha (inserción de letras), shabda stobha (inserción de palabras) y vakya stobha (inserción de sentencias).
Malwa fue el centro de la literatura sánscrita durante y después del período Gupta. El dramaturgo más famoso de la región, Kalidasa, es considerado el mejor escritor indio de todos los tiempos. Su primera obra superviviente es Malavikagnimitra (Malavika y Agnimitra). La segunda obra de Kalidasa, su obra maestra, es Abhijñānaśākuntalam, que cuenta la historia del rey Dushyanta, quien se enamora de una niña de nacimiento humilde, la encantadora Shakuntala. La última de las obras supervivientes de Kalidasa es Vikramuurvashiiya ("Urvashi conquistada por el valor"). Kalidasa también escribió los poemas épicos Raghuvamsha ("dinastía de Raghu"), Ritusamhāra y Kumarasambhava ("Nacimiento del dios de la guerra"), así como la lírica Meghaduuta ("El mensajero de la nube").
Swang es una forma de danza popular en Malwa; sus raíces se remontan a los orígenes de la tradición teatral india en el primer milenio antes de Cristo. Dado que las mujeres no participaban en la forma de drama-danza, los hombres representaron sus roles. Swang incorpora un adecuado teatro y mímica, acompañados alternativamente por la canción y el diálogo. El género está orientado al diálogo más que al movimiento.
Las pinturas murales y de piso de Mandana (literalmente pintura) son las tradiciones de pintura más conocidas de Malwa. Los dibujos en blanco destacan en contraste con el material de base, que consiste en una mezcla de arcilla roja y de estiércol de vaca. Pavos reales, gatos, leones, goojari, bawari, la esvástica y el chowk son algunos de los motivos de este estilo. Sanjhya es una pintura mural ritual realizada por chicas jóvenes durante el período anual en que los hindúes recuerdan y ofrecen la oblación ritual a sus antepasados. Las pinturas en miniatura de Malwa son bien conocidas por su intrincado trabajo de pincel. En el siglo XVII, una rama de la escuela de pintura en miniatura rajasthani, conocida como pintura de Malwa, se centró principalmente en Malwa y Bundelkhand. La escuela conservó el estilo de los primeros ejemplos, como las series Rasikapriya de 1636 (basada en un poema que analiza el sentimiento de amor) y el Amaru Sataka (un poema sánscrito del siglo XVII). Las pinturas de esta escuela son composiciones planas sobre fondos de color negro y marrón chocolate, con figuras que se muestran sobre un parche de color sólido y arquitectura pintada en colores vibrantes.
El festival más grande de Malwa es el Simhastha mela, que se celebra cada 12 años, en el que más de 40 millones de peregrinos toman un baño sagrado en el río Shipra. El festival de Gana-gour se celebra en honor a Shiva y Parvati La historia del festival se remonta a Rano Bai, cuyo hogar paterno estaba en Malwa, pero que estaba casado en Rajasthan. Rano Bai estaba fuertemente vinculado a Malwa, y no quería quedarse en Rajasthan. Después del matrimonio, solo se le permitía visitar Malwa una vez al año; Gana-gour simboliza estas visitas anuales de retorno. El festival es observado por mujeres en la región una vez en el mes de Chaitra (mediados de marzo) y Bhadra (mediados de agosto). El festival de Ghadlya (olla de barro) es celebrado por las chicas de la región, que se reúnen para visitar todas las casas de su aldea en las noches, cargando ollas de tierra con agujeros para que la luz de las lámparas de aceite se escape. En frente de cada casa, las chicas recitan canciones relacionadas con la Ghadlya y reciben comida o dinero a cambio. El festival Gordhan se celebra el día 16 en el mes de Kartika. Los bhils de la región cantan Heeda, canciones anecdóticas al ganado, mientras que las mujeres cantan la canción Chandrawali , asociada con el romance de Krishna.
Las ferias más populares se celebran en los meses de Phalguna, Chaitra, Bhadra, Ashvin y Kartik. La feria Chaitra, que se celebra en Biaora, y la Gal yatras, que se celebra en más de dos docenas de aldeas en Malwa es notable. Muchas ferias se llevan a cabo en el décimo día del mes de Bhadra para marcar el nacimiento de Tejaji. La Triveni mela ise lleva a cabo en Ratlam, y otras ferias tienen lugar en Kartika en Ujjain, Mandhata (Nimad), entre otras.

## Turismo

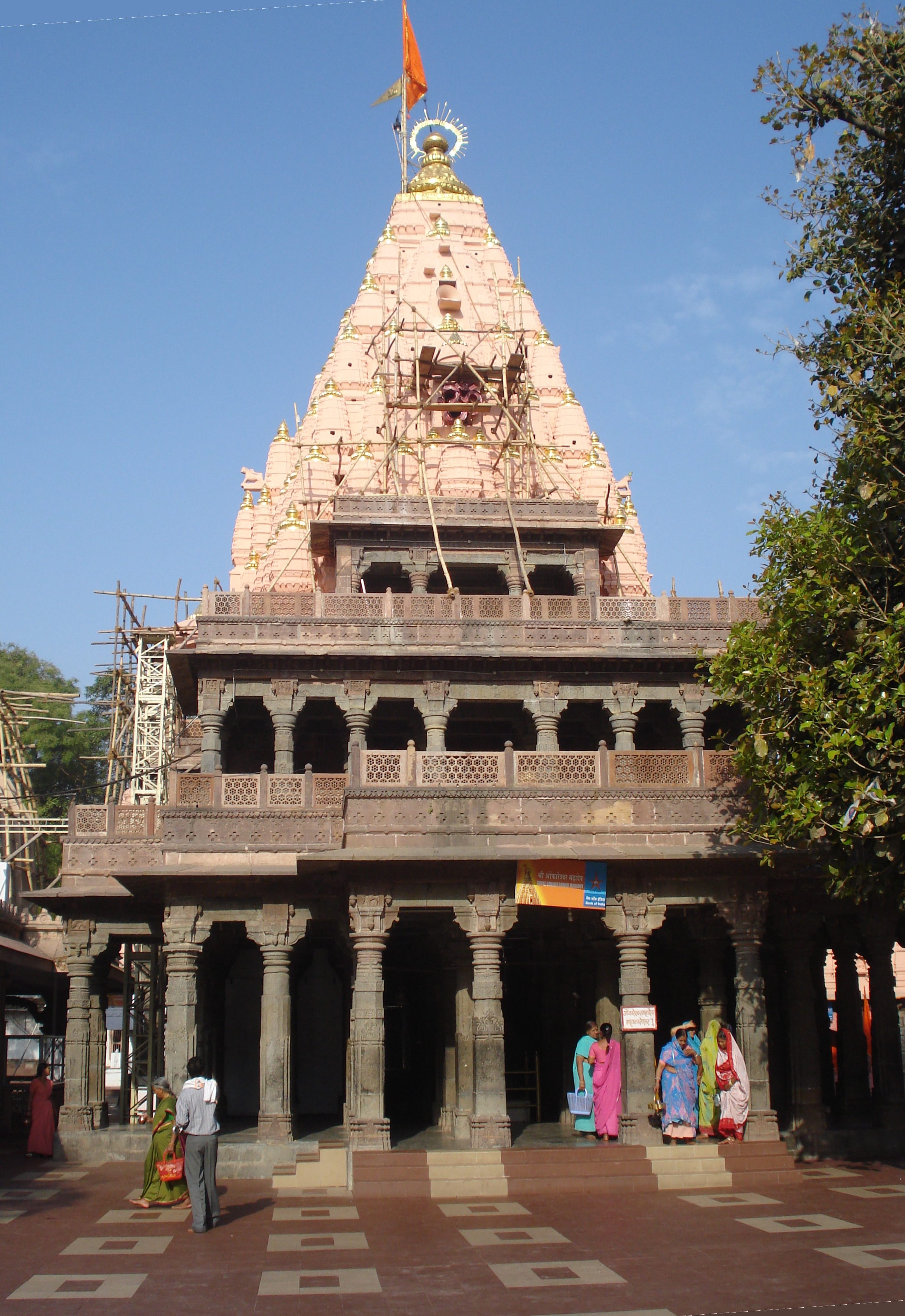
templo Mahakal de Ujjain

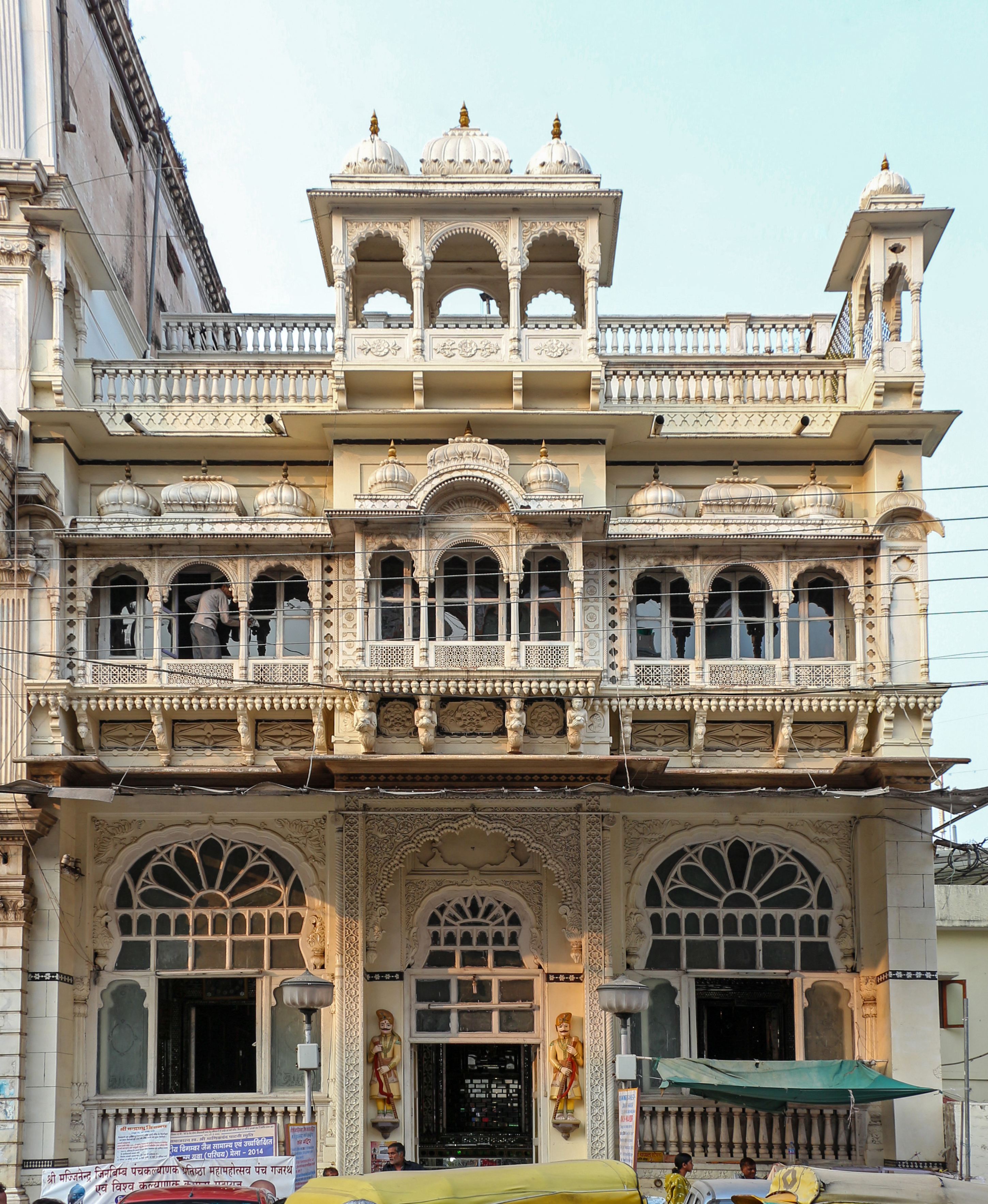
La Kanch Mandir en Indore

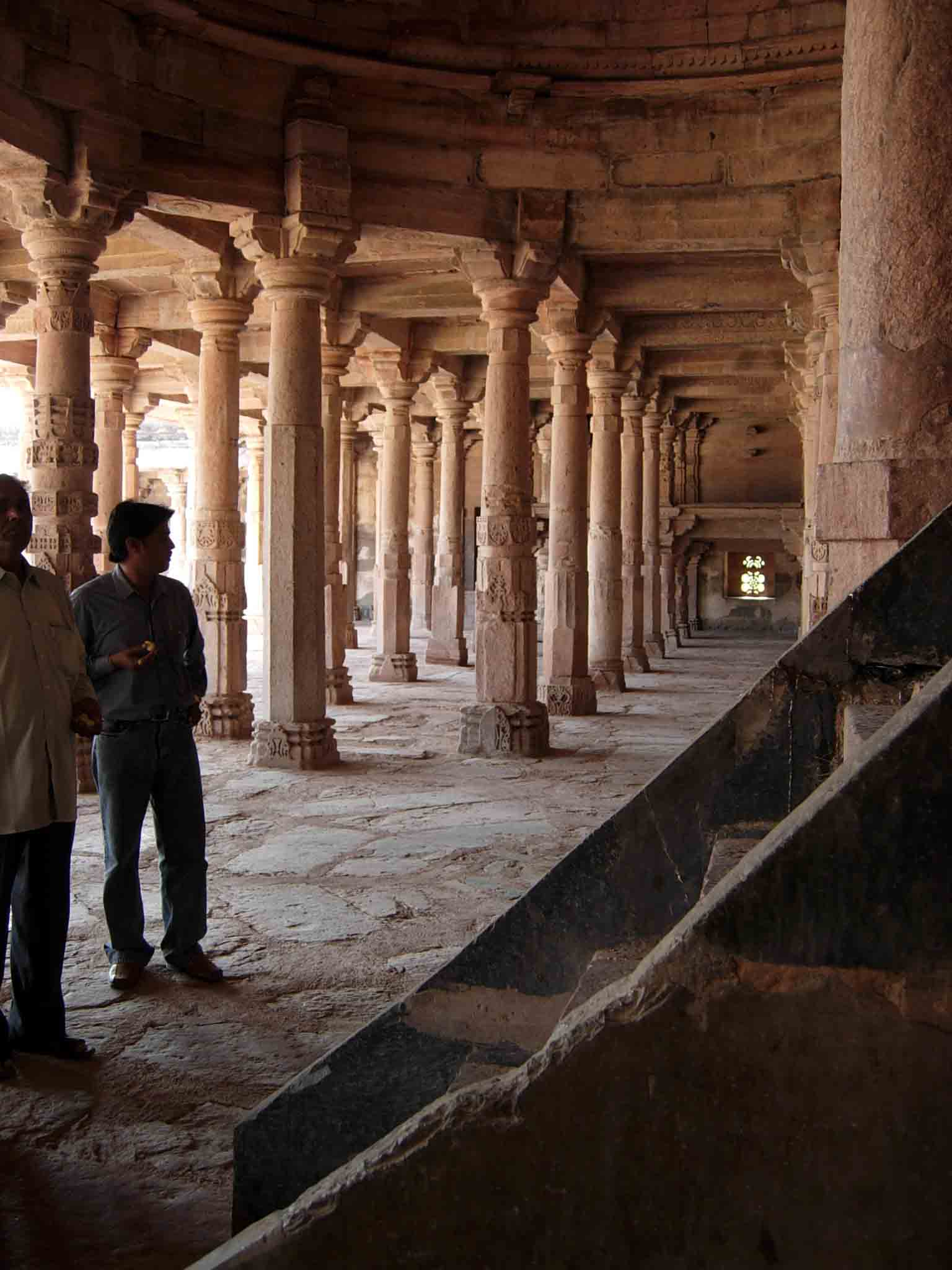
Lat masjid

Los principales destinos turísticos en Malwa son lugares de importancia histórica o religiosa. El río Shipra y la ciudad de Ujjain han sido considerados como sagrados durante miles de años. El templo Mahakal de Ujjain es una de las 12 jyotirlingas. Ujjain tiene más de 100 templos antiguos, entre ellos Harsidhhi, Chintaman Ganesh, Gadh Kalika, Kaal Bhairava y Mangalnath. El palacio de Kalideh, en las afueras de la ciudad, es un buen ejemplo de la antigua arquitectura india. Las cuevas de Bhartrihari están asociadas con leyendas interesantes. Desde el siglo IV a. C., Ujjain ha gozado de la reputación de ser Greenwich de la India, como primer meridiano de los geógrafos hindúes. El observatorio construido por Jai Singh II es uno de los cuatro observatorios de ese tipo en la India y presenta antiguos dispositivos astronómicos . La Simhastha mela, que se celebra cada 12 años, comienza el día de luna llena en Chaitra (abril) y continúa en Vaishakha (mayo) hasta el siguiente día de luna llena.
Mandu fue originalmente la fortaleza capital de los gobernantes de Parmar. Hacia finales del siglo XIII, estuvo bajo el dominio de los sultanes de Malwa, el primero de los cuales lo llamó Shadiabad ('ciudad de la alegría'). Permaneció como la capital, y en ella los sultanes construyeron palacios exquisitos como el Jahaz Mahal e Hindola Mahal, canales ornamentales, baños y pabellones. Las enormes tumbas de Jami Masjid y Hoshang Shah proporcionaron inspiración a los diseñadores del Taj Mahal siglos más tarde. Baz Bahadur construyó un enorme palacio en Mandu en el siglo XVI. Otros monumentos históricos notables son Rewa Kund, el Pabellón de Rupmati, Nilkanth Mahal, Hathi Mahal, la tumba de Darya Khan, Dai ka Mahal, Malik Mughit es mezquita y Jali Mahal.
Cerca de Mandu se encuentra Maheshwar, una ciudad en la orilla norte del río Narmada que sirvió como la capital del estado de Indore bajo el gobierno de Rajmata Ahilya Devi Holkar. El rajwada (fuerte) maratha es la atracción principal. Hay una estatua de tamaño natural de Rani Ahilya sentado en un trono dentro del complejo del fuerte. Dhar fue la capital de Malwa antes de que Mandu se convirtiera en la capital en 1405. Allí, la fortaleza está en ruinas pero ofrece una buena vista panorámica. La mezquita de Bhojashala (construida en 1400) todavía se utiliza como un lugar de culto los viernes. La abandonada Lat Masjid (1405) y la tumba de Kamal Maula (principios del siglo XV), un santo musulmán, son otros lugares de interés.
La moderna Indore fue planeada y construida por Rajmata Ahilya Devi Holkar. El gran palacio de Lal Baag es uno de sus monumentos más grandes. El templo de Bada Ganpati alberga lo que posiblemente sea el ídolo de Ganesh más grande del mundo, que mide 7.6 m desde la corona hasta el pie. El Kanch Mandir es un templo jainista totalmente revestido con incrustaciones de vidrio. El ayuntamiento se hizo en 1904 en estilo indo-gótico; originalmente llamado King Edward Hall, fue rebautizado como Mahatma Gandhi Hall en 1948. Los chhatris son las tumbas o cenotafios erigidos en memoria de los gobernantes Holkar muertos y de sus familiares.
El santuario de Hussain Tekri, construido por el Nawab de Jaora, Mohammad Iftikhar Ali Khan Bahadur, en el siglo XIX, se encuentra en las afueras de Jaora, en el distrito de Ratlam. Mohammad Iftikhar Ali Khan Bahadur fue enterrado en el mismo cementerio donde fue enterrado Hussain Tekri. Durante el mes de Moharram, miles de personas de todo el mundo visitan el santuario de Hazrat Imam Hussain allí, que es una réplica del original iraquí. El lugar es famoso por los rituales llamados Hajri para curar enfermedades mentales.

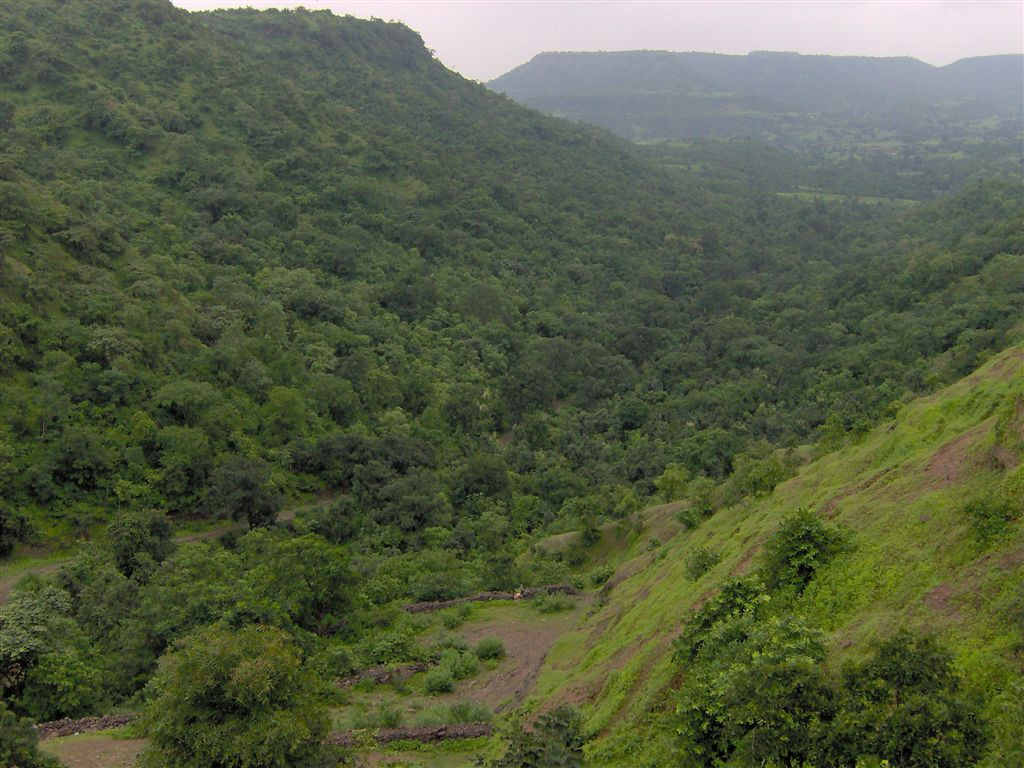
Valle de Mandu
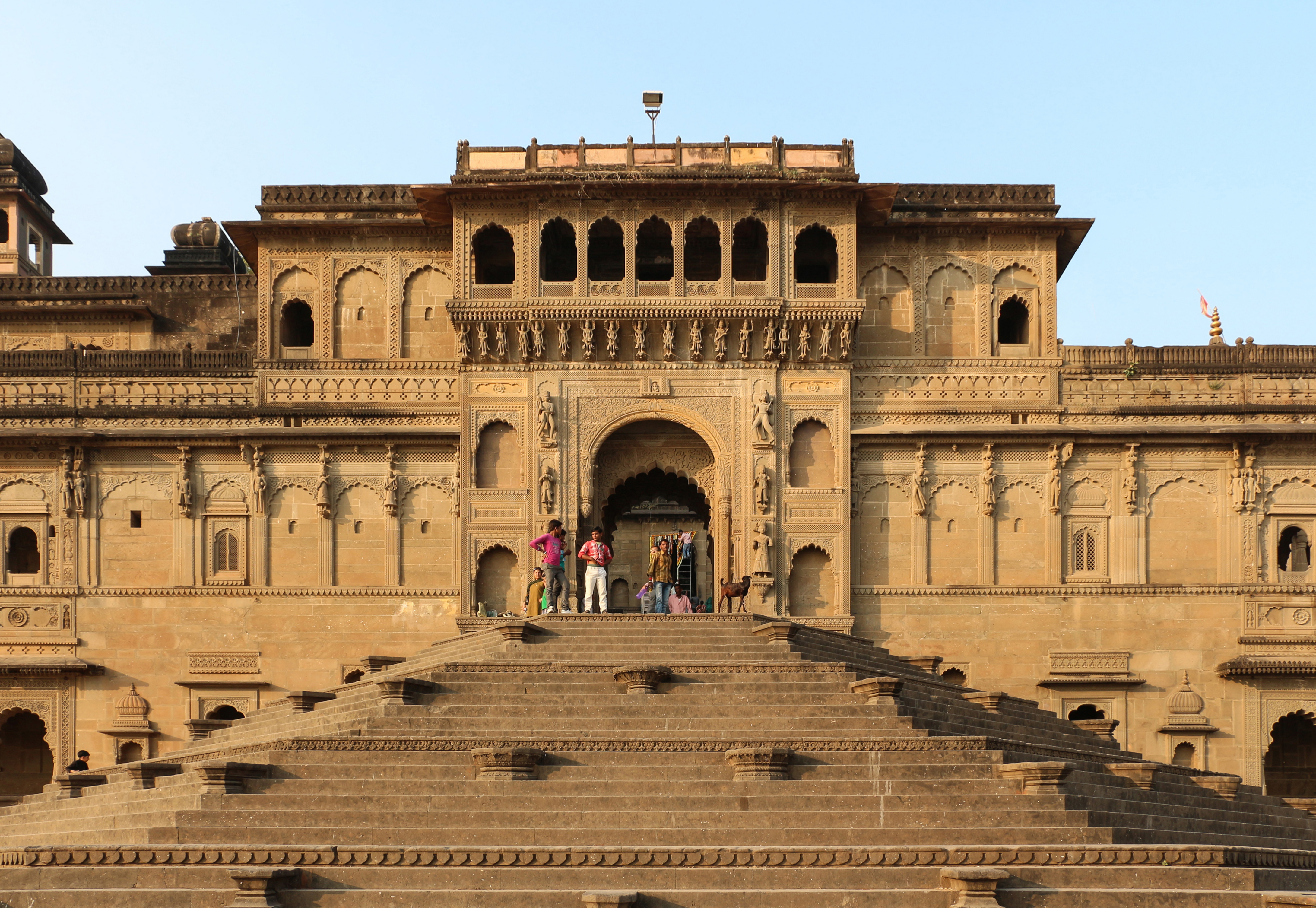
Fuerte de Maheshwar (exterior)
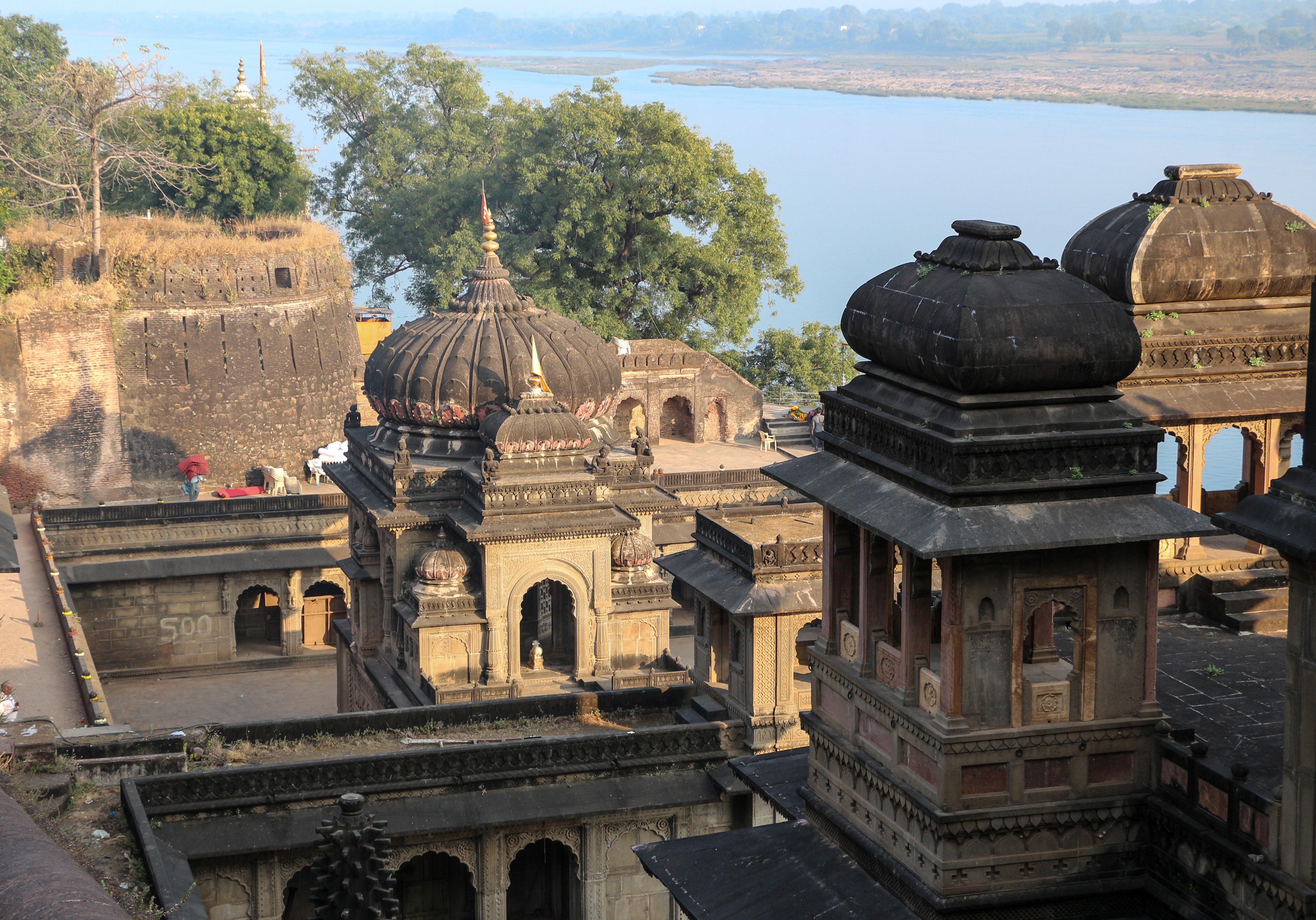
Fuerte de Maheshwar (interior)

## Deportes

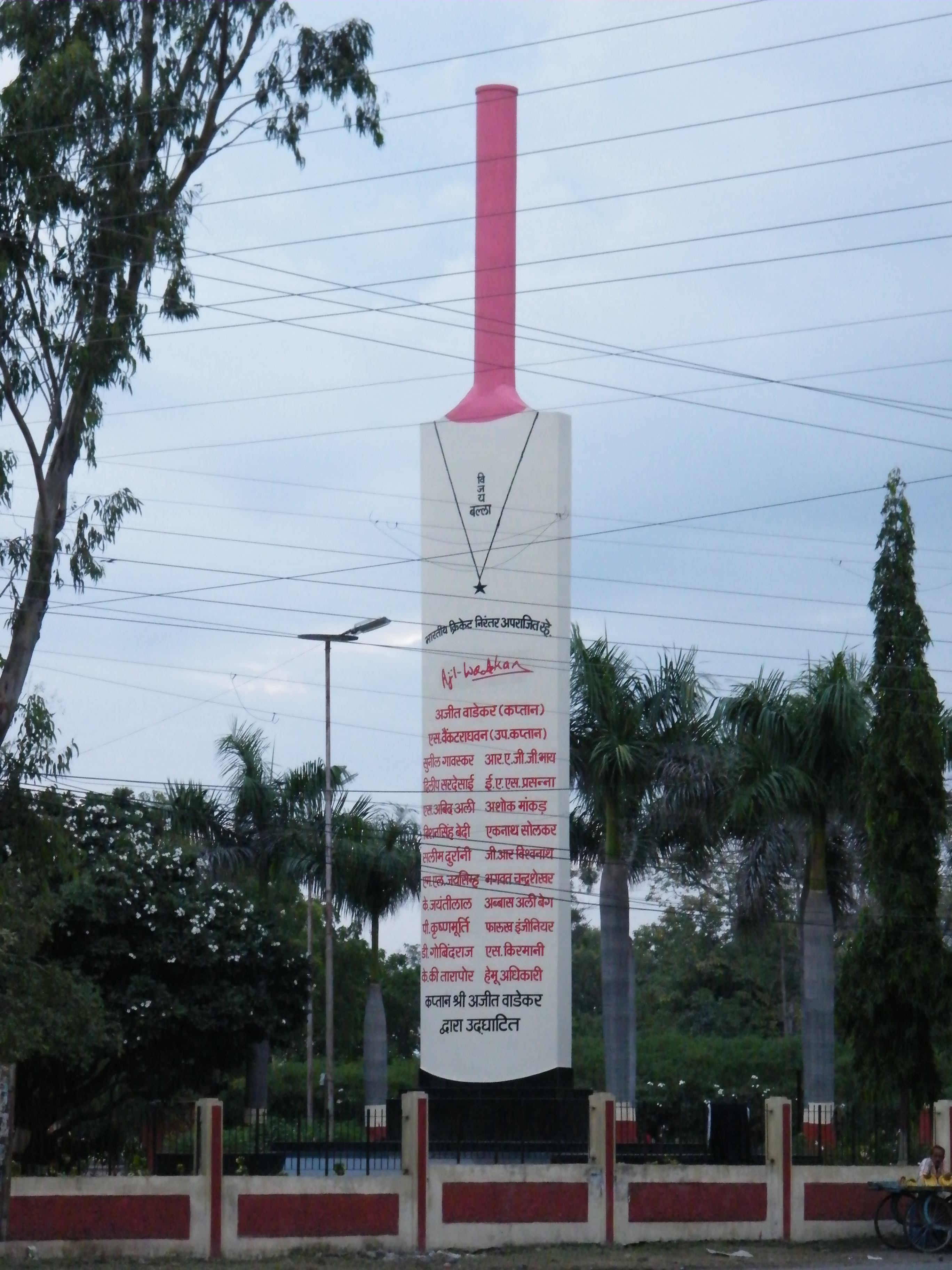
El Vijay Balla ("Victory Bat") hecho de hormigón con los nombres de los jugadores del equipo indio que ganó la series de prueba contra Inglaterra (1971) y las Indias Occidentales (1972)

El cricket es uno de los deportes más populares de la región. Indore también es sede de la Asociación de Cricket de Madhya Pradesh. La ciudad tiene dos campos de cricket internacionales, el estadio de críquet Holkar. El primer partido de cricket ODI en el estado se jugó en Indore en Indore en el estadio Nehru.

### Lugares
| N.º | Lugar                               | Ciudad | Deporte                         | Aforo    |
| --- | ----------------------------------- | ------ | ------------------------------- | -------- |
| 1   | Holkar Cricket Stadium              | Indore | Cricket                         | 30,000   |
| 2   | Nehru International Cricket Stadium | Indore | Cricket                         | 25,000   |
| 3   | Indore Sports Complex               | Indore | Cricket                         | 50,000   |
| 4   | Abhay Khel Prashal                  | Indore | Indoor Sports                   | 500      |
| 5   | Indore Tennis Club                  | Indore | Lawn Tennis                     | 500      |
| 6   | Emerald High School Ground          | Indore | Cricket                         | 500      |
| 7   | Daly College                        | Indore | Field Hockey, Football, Cricket | 500 each |